# 彦島島内のデジタル中継局
彦島島内のデジタル中継局（ひこじまとうないのデジタルちゅうけいきょく）は、山口県下関市の彦島に置かれているデジタルテレビ放送の中継局である。

## 概要
- 当デジタル中継局は、「下関弟子待」と「下関福浦」の2中継局の総称。

## 送信施設概要
| リモコンキーID   | 放送局名          | 物理チャンネル | 空中線電力 | ERP    | 放送対象地域 | 放送区域内世帯数 | 偏波面   |
| ---------------- | ----------------- | -------------- | ---------- | ------ | ------------ | ---------------- | -------- |
| 下関弟子待中継局 |                   |                |            |        |              |                  |          |
| 1                | NHK山口総合テレビ | 38ch           | 10mW       | 16mW   | 山口県       | 約330世帯        | 水平偏波 |
| 2                | NHK山口教育テレビ | 50ch           | 10mW       | 16mW   | 全国         | 約330世帯        | 水平偏波 |
| 3                | tysテレビ山口     | 36ch           | 10mW       | 16mW   | 山口県       | 約330世帯        | 水平偏波 |
| 4                | KRY山口放送       | 52ch           | 10mW       | 16mW   | 山口県       | 約330世帯        | 水平偏波 |
| 5                | yab山口朝日放送   | 非該当         | 非該当     | 非該当 | 非該当       | 非該当           | 非該当   |
| 下関福浦中継局   |                   |                |            |        |              |                  |          |
| 1                | NHK山口総合テレビ | 51ch           | 100mW      | 350mW  | 山口県       | 約3,200世帯      | 水平偏波 |
| 2                | NHK山口教育テレビ | 45ch           | 100mW      | 350mW  | 全国         | 約3,200世帯      | 水平偏波 |
| 3                | tysテレビ山口     | 43ch           | 100mW      | 350mW  | 山口県       | 約3,200世帯      | 水平偏波 |
| 4                | KRY山口放送       | 25ch           | 100mW      | 360mW  | 山口県       | 約3,200世帯      | 水平偏波 |
| 5                | yab山口朝日放送   | 非該当         | 非該当     | 非該当 | 非該当       | 非該当           | 非該当   |

- yab山口朝日放送は非該当である。よって、下関西中継局や福岡・KBC九州朝日放送などを受信する。KBCを受信する場合、リモコンキーID1chがNHK山口総合と重なるため011-1chとなり、両県間で空いている6chに設定される（福岡県で5chはFBSで使用される）。

### 歴史
- 下関弟子待局…2010年7月23日に予備免許交付、7月27日から試験放送開始、8月24日に本免許交付、8月27日から本放送開始。
- 下関福浦局…2010年9月10日に予備免許交付、9月15日から試験放送開始、10月13日に本免許交付、10月15日から本放送開始。

### 置局住所
- 下関弟子待局…下関市彦島弟子待町2丁目15番地の龍宮神社付近
- 下関福浦局…下関市彦島塩浜町2丁目23番地の大山

## その他
- 同じ彦島内に置かれているテレビ中継局の内、上記2局以外の「迫」・「下関井崎」・「彦島荒田」・「彦島田の首」の4局は、デジタル中継局置局予定が無く、2011年7月24日深夜の停波を以って廃局となった。